# Rioja (vino)

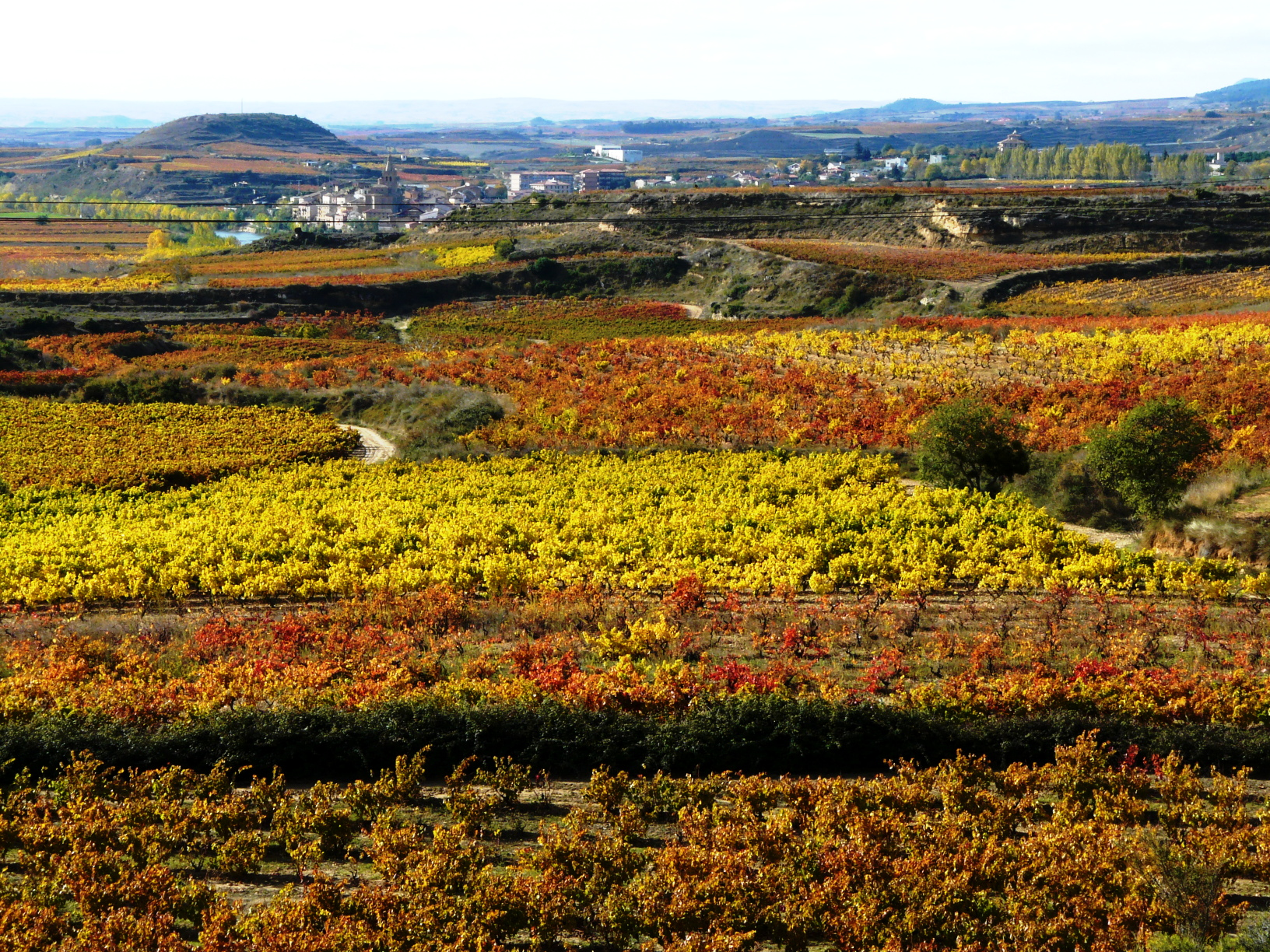
Viñedos riojanos en otoño.

Rioja es una denominación de origen calificada (DOCa) de España con la que se distinguen a ciertos vinos elaborados en áreas de las comunidades autónomas de La Rioja y el País Vasco mayoritariamente y, en menor medida, en Navarra y Castilla y León, (menos de 2,5 km²). Por la diversidad orográfica y climática se distinguen tres subzonas de producción —Rioja Alta, Rioja Oriental (Rioja Baja) y Rioja Alavesa— donde se originan vinos de distintas características. La producción media anual de vino de Rioja es de 269 millones de litros (en el 2020) (85% vino tinto y 15% vino blanco y rosado). En 2024, dicha producción fue de 275,6 millones; de los cuales, 236,4 corresponden a uva tinta y 39,1 a blanca; y, por suzbzonas: en Rioja Alta, 121,9 millones de kilos (102,5 de tinta y 19,3 de blanca); en Rioja Alavesa, 66,7 (59,2 de tinta y 7,5 de blanca); y 86,8 en Rioja Oriental (74,6 de blanca y 12,4 de tinta), según los datos del Consejo Regulador.
Los vinos de Rioja son frescos, aromáticos, de composición equilibrada y excelente buqué.
El vino de la DOCa Rioja se identifica por sus contraetiquetas y precintos numerados. Es la denominación de origen más elegida por los consumidores tanto dentro como fuera de casa, con un 36% y un 27%, respectivamente, de las consumiciones.
Dentro de la Unión Europea, el Rioja cuenta con la protección de Denominación de Origen Protegida (DOP) desde el 13 de junio de 1986.También cuenta con registro ante la Organización Mundial de la Propiedad Intelectual desde 22 de junio de 2021.

## Historia
- El cultivo de la vid llega a La Rioja a través de los romanos, los fenicios y los primitivos celtíberos.
- El documento conservado más antiguo que hace referencia a la existencia de vid en La Rioja, data de 873. Procede del Cartulario de San Millán y trata una donación en la que aparece el Monasterio de San Andrés de Trepeana (Treviana).
- Siglo X-Siglo XIII El viñedo riojano ocupó en la Edad Media central la proporción habitual del espacio rural.[9]
- Año 1063: Primer testimonio de la viticultura riojana en la "Carta de población de Longares".
- Año 1102: El Consejo regulador de Rioja nos dice que el rey Sancho de Navarra reconoce jurídicamente el vino de Rioja, aunque no recoge el ordinal que acompaña al nombre. El hecho es que en 1102 ningún rey Sancho reinaba en Navarra, lo hacía Pedro I.
- Finales del siglo XIII: Se documentan exportaciones de vino riojano hacia otras regiones, dando testimonio de los principios de una producción comercial.[10]
- Siglo XIII: Gonzalo de Berceo, clérigo del monasterio de Suso en San Millán de la Cogolla (La Rioja) y primer poeta español conocido, menciona el vino en sus versos.
- Siglo XV: Se puede observar una especialización vitícola en la Rioja Alta.[11]
- Año 1560: Los cosecheros logroñeses eligen un símbolo que represente la calidad de los vinos.
- Año 1635: Accediendo a la petición de los bodegueros, el alcalde de Logroño prohíbe el paso de carruajes por las calles contiguas a las bodegas para evitar el posible deterioro de la calidad de los mostos debido a las vibraciones.
- Año 1650: Primer documento para proteger la calidad de los vinos de Rioja.
- Año 1787: Se crea la Real Sociedad de cosecheros de La Rioja, la cual era una de las sociedades de amigos del país fundadas en España durante la ilustración. Entre sus objetivos estaba potenciar el cultivo vitivinícola, la elaboración del vino y su comercio.
- Año 1790: Se celebra la primera asamblea de la Real Sociedad de cosecheros de La Rioja en la que participaron 52 localidades riojanas, y donde se plantearon iniciativas como construir y mejorar los caminos y accesos para dar mayor salida al vino.
- Año 1852: Luciano Murrieta crea el primer vino fino de la zona en el mayorazgo del Duque de la Victoria, después de aprender el proceso en Burdeos.
- Año 1878: Se constituye una comisión contra la filoxera.
- Año 1885: Se promulga la Real Orden de Defensa contra la filoxera.
- Año 1892: Se funda la Estación de Viticultura y Enología de Haro, para mejorar el control de calidad.
- Año 1899: El 20 de enero se perciben los primeros ataques de filoxera, confirmándose por una comisión el 12 de junio en una finca de Sajazarra.[12]
- Año 1902: Se promulga una Real Orden que determina el "origen" para los vinos de Rioja.
- Año 1925:  La Gaceta de Madrid publicó el 6 de junio de 1925 la Real Orden que protegiera la marca Rioja de las falsificaciones.
- 1926: se promulgó un Real Decreto por el que el Consejo de Ministros, a propuesta del de Trabajo, Comercio e Industria, crea el Consejo Regulador de la denominación vinícola Rioja.
- Año 1945: el Consejo Regulador se estructura legalmente.
- Año 1970: se aprueba el reglamento de la denominación de origen y del Consejo Regulador.
- Año 1991: se otorga el carácter de calificada a la denominación de origen Rioja (primera de España). La ostentación de  este marchamo de  garantía  conlleva el cumplimiento  de una serie de requisitos  más  exigentes en términos cuantitativos, cualitativos y de control.
- Año 2003: vertebración del sector a través de la creación de la Organización Interprofesional del Vino de Rioja en el año 2003.
- Año 2004: Se vuelve a publicar el Reglamento de la denominación de origen calificada Rioja y de su Consejo Regulador, debido a ser anulado el anterior por el Tribunal Supremo debido a un defecto formal en la tramitación de la citada Orden, al no haber sido dictaminada por el Consejo de Estado.[13]
- Año 2007: Se autorizan nueve variedades de uva que se añaden a las siete que ya estaban permitidas desde 1926. Incluyen seis variedades autóctonas recuperadas y tres variedades foráneas entre las que se encuentran las variedades internacionales blancas Chardonnay y Sauvignon blanc.
- Año 2017. La DOCa Rioja, en ese proceso de mejora continua,  enriqueció  su actual oferta regularizando e incorporando nuevas indicaciones (Viñedos Singulares, Vinos de Zona, Municipio y Blancos y Rosados Espumosos de calidad) junto a las tradicionales de envejecimiento, principal baluarte de Rioja.
- Año 2018. Rioja lanza su nuevo mensaje de marca mundial, 'Saber quién eres', donde la tradición, la diversidad y el origen se convierten en atributos protagonistas.
- Año 2025. Rioja cumple 100 años bajo el lema '100 años viviendo el vino'. Además, fue patrocinador de los 39º Premios Goya.

## Uvas

### Variedades tradicionales
Las variedades tradicionales autorizadas por el Consejo Regulador de la D.O.Ca. Rioja desde su creación en 1925 han sido siete, cuatro tintas  y tres blancas:
- Variedades tintas: Tempranillo, Garnacha tinta, Mazuelo (también conocida como Cariñena) y Graciano
- Variedades blancas: Viura (también conocida como Macabeo), Malvasía y Garnacha blanca

Las variedades preferentes son la Tempranillo en tinto y la Viura en blanco.

### Nuevas variedades autorizadas

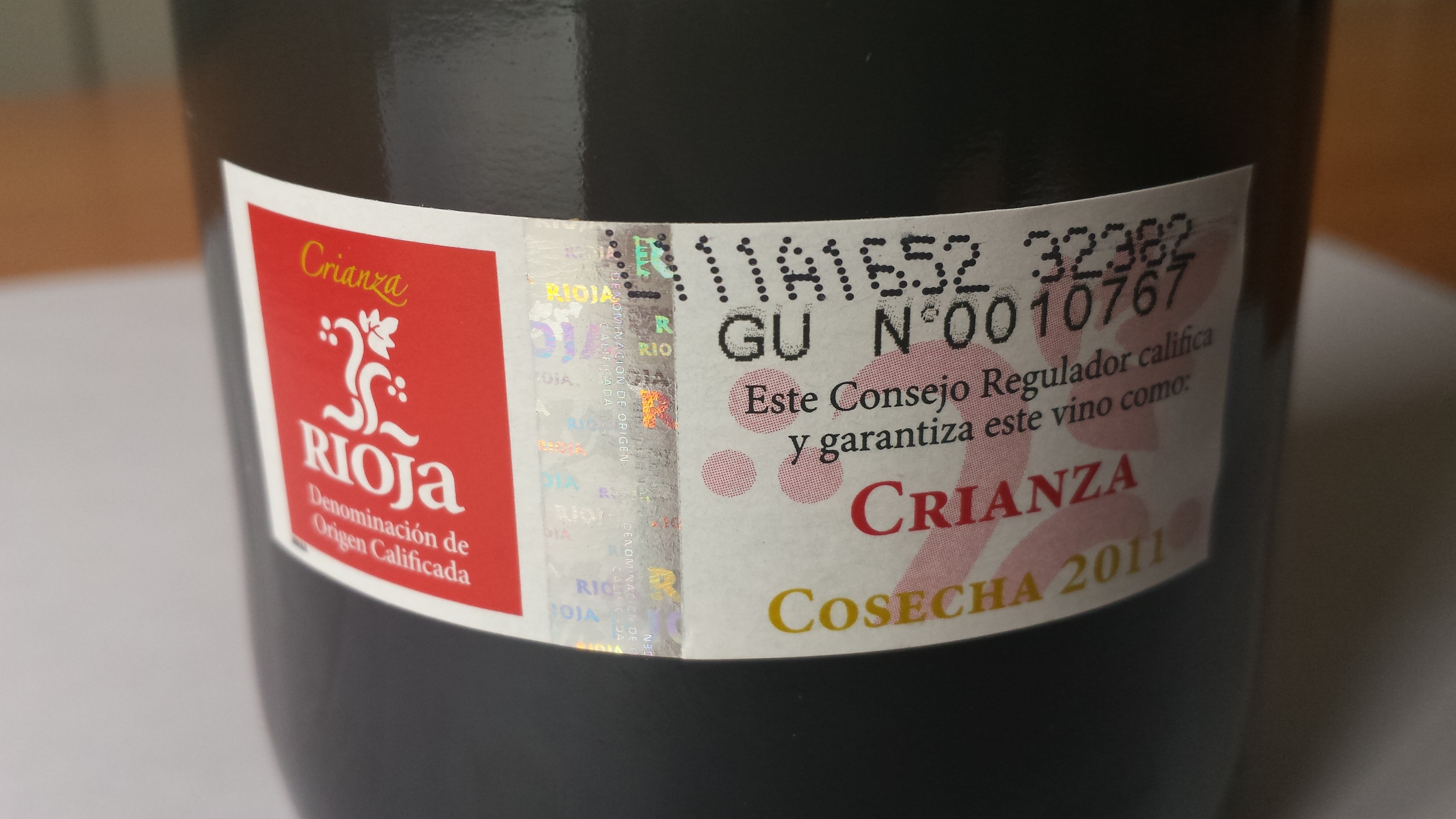
Etiqueta de la D. O. Ca .Rioja

En el año 2007, el Consejo Regulador de la D.O.Ca. Rioja autorizó, por primera vez desde 1925, la incorporación de nueve variedades nuevas dentro de los límites de la denominación.
, cambios que se reflejaron en dos modificaciones del Reglamento existente aprobado en 2004: BOE-A-2008-4991 y BOE-A-2009-8950. Son las siguientes:
- Variedades tintas autóctonas: Maturana tinta, Maturana parda o Maturano y Monastel (no confundir con la Monastrell o Mourvèdre).
- Variedades blancas:
  - Variedades autóctonas: Maturana blanca, Tempranillo blanco y Turruntés o Torrontés (aunque de igual denominación, no es la misma variedad Torrontés cultivada en otras partes de España).
  - Variedades foráneas: Chardonnay, Sauvignon blanc y Verdejo

Estas nuevas variedades autorizadas solo se pueden plantar en sustitución de arranques, para no incrementar la masa vegetal de la denominación.
En el caso de las nuevas variedades autóctonas, tanto tintas como blancas, no se establece un límite en el porcentaje que deben llevar los vinos, por lo que se permite la elaboración de vinos monovarietales de estas uvas. Por el contrario, en las variedades blancas foráneas (Chardonnay, Sauvignon blanc y Verdejo) se establece que no podrán ser las predominantes en la composición final del vino. Por tanto, si se indican las variedades en la etiqueta, deberá figurar siempre en primer lugar la variedad blanca autóctona (Viura, Garnacha blanca, Malvasía de Rioja, Maturana blanca, Tempranillo blanco o Turruntés).
La incorporación de estas nuevas variedades se hizo con la finalidad de recuperar el patrimonio vitícola riojano -en el caso de las uvas autóctonas- y para incrementar la competitividad de los blancos de Rioja en el mercado internacional -en el caso de las variedades blancas foráneas.

### Variedades experimentales
Además de estas uvas, el Consejo Regulador autoriza en ocasiones la incorporación de otras variedades bajo la denominación de "experimentales" siempre y cuando no sea la variedad predominante y no se especifique su nombre en la etiqueta o simplemente se nombren como "otras variedades". El caso más conocido es el de la bodega Herederos del Marqués de Riscal a la que se le permite incluir la uva Cabernet sauvignon en algunos de su coupages ("Gran Reserva" y "Barón de Chirel") ya que la utiliza desde su fundación en 1858, muchos años antes de la formación del propio Consejo Regulador. No obstante, a pesar de los más de 150 años transcurridos, legalmente se sigue considerando una variedad experimental. Otras muchas bodegas utilizan esta casta de uva como variedad experimental como: Bodegas Marqués de Murrieta ("Dalmau"), Bodegas Alicia Rojas ("Colección Privada"), Bodegas y Viñedos Marqués de Vargas, Martínez Bujanda ("Finca Valpiedra "), Bodegas Paternina, Solarce, Barón de Ley("Finca Monasterio"), Izadi o la La Rioja Alta ("Barón de Oña"). Otras variedades tintas cultivadas como experimentales son Merlot y Sirah (Bodegas Enartis, Bodegas Bagordi, Bodegas Campo Viejo, Hacienda de Susar, etc.). En cuanto a las variedades blancas, algunas han dejado de ser experimentales como la Chardonnay y la Sauvignon blanc y otras lo siguen siendo. Por ejemplo, el vino "Remelluri Blanco" de Granja Ntra. Sra. de Remelluri contiene además de Chardonnay y Sauvignon blanc, Viognier, Roussane, Marsanne y Moscatel.

## Superficie cultivada
La superficie cultivada en 2018, en hectáreas, según las variedades de uva y por comunidades autónomas es la siguiente:
| Variedades         | La Rioja  | Álava     | Navarra | Total Variedades por C.A. |
| ------------------ | --------- | --------- | ------- | ------------------------- |
| Tempranillo        | 35 058,15 | 11 895,18 | 5489,51 | 52 442,83                 |
| Garnacha           | 3984,03   | 101,06    | 449,30  | 4.534,39                  |
| Mazuelo            | 889,62    | 97,26     | 253,39  | 1.240,27                  |
| Graciano           | 820,08    | 167,68    | 297,03  | 1.284,80                  |
| Maturana tinta     | 140,78    | 22,29     | 18,51   | 181,58                    |
| Otras tinto        | 78,56     | 33,77     | 22,37   | 134,70                    |
| Total tinto        | 40 971,22 | 12 317,24 | 6530,11 | 59 818,57                 |
| Viura              | 3.139,06  | 824,86    | 201,63  | 4.165,55                  |
| Malvasía           | 101,82    | 21,29     | 10,66   | 133,76                    |
| Garnacha blanca    | 156,67    | 7,82      | 53,10   | 217,60                    |
| Tempranillo blanco | 602,75    | 32,03     | 116,52  | 751,30                    |
| Maturana blanca    | 33,84     | 0,22      | 0,99    | 35,06                     |
| Verdejo            | 207,37    | 2,07      | 118,07  | 327,51                    |
| Turruntés          | 5,08      | 0,01      | 0       | 5,09                      |
| Chardonnay         | 112,03    | 6,16      | 31,98   | 150,18                    |
| Sauvignon Blanc    | 161,84    | 16,03     | 21,74   | 199,60                    |
| Otras blanco       | 34,75     | 1,12      | 0,69    | 36,56                     |
| Total blanco       | 4555,22   | 911,60    | 555,39  | 6022,21                   |
| Total Variedades   | 45 526,43 | 13 228,83 | 7085,50 | 65 840,77                 |

Como puede verse, las uvas tintas representan el 90,85% y las blancas el 9,15%.
En cuanto a variedades, las uvas tintas se distribuyen de la siguiente manera: Tempranillo: 87,67%, Garnacha: 7,58%, Mazuelo: 2,07%, Graciano: 2,15%, Maturana tinta: 0,30% y otras: 0,23%.
El porcentaje entre las blancas queda determinado así: Viura: 69,17%, Malvasía: 2,22%, Garnacha blanca: 3,61%, Tempranillo blanco: 12,48%, Maturana blanca: 0,58%, Verdejo: 5,44%, Turruntés: 0,08%, Chardonnay: 2,49%, Sauvignon Blanc: 3,31% y otras: 0,61%.

## Viticultura

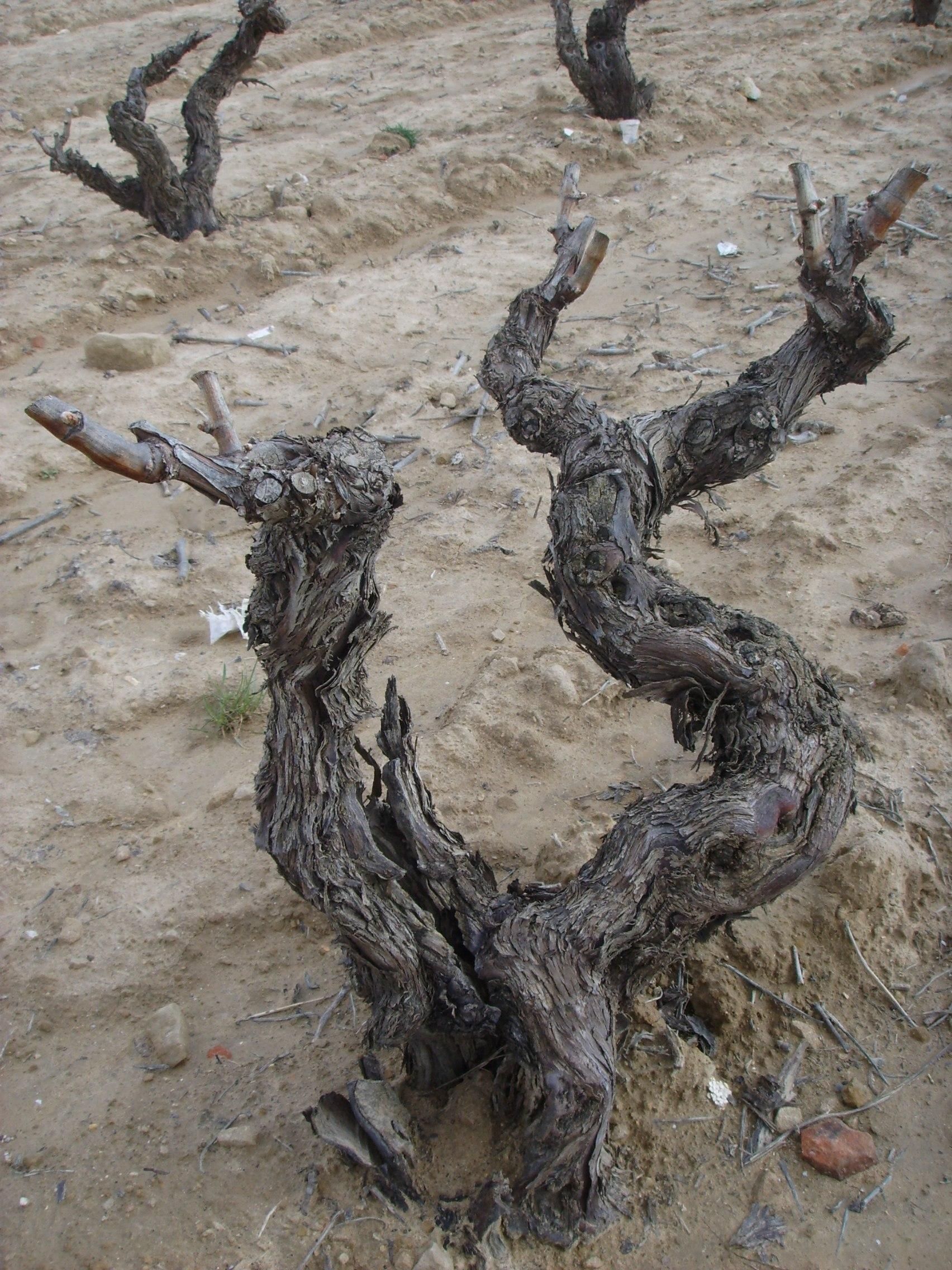
Vid en Elciego (Álava) con la típica poda de la región.

La poda consiste en formar la cepa con tres brazos y dos pulgares en cada brazo. Cada pulgar tendrá dos yemas de las que brotarán los sarmientos. La vendimia se hace manualmente en el mes de octubre. Para garantizar la calidad se restringe la cantidad a 6500 kg/ha para variedades tintas y 9000 kg/ha para blancas.

## Elaboración

### Proporción de variedades según el tipo de vino
Tradicionalmente el vino de Rioja se ha elaborado ensamblando diferentes tipos de variedades de uva, aunque hoy en día también es muy común encontrar vinos monovarietales.
De acuerdo con el Reglamento de la D.O.Ca. Rioja (BOE-A-2004-18384) y su última modificación (BOE-A-2009-8950), los diferentes tipos de vino deben emplear las variedades autorizadas en las siguientes proporciones:
- Vinos tintos: En los vinos tintos elaborados con uva desgranada, deberá emplearse, como mínimo, un 95% de uva de las variedades Tempranillo, Garnacha tinta, Graciano, Mazuelo y Maturana tinta. En los vinos tintos elaborados con uva entera, este porcentaje será, como mínimo, del 85%. Para que un vino de Rioja sea categorizado como Crianza, Reserva o Gran Reserva también deberá de tener, como mínimo, 85% de Tempranillo.

- Vinos blancos: Se emplearán exclusivamente uvas de las variedades Viura, Garnacha blanca, Malvasía, Maturana blanca, Tempranillo blanco y Turruntés. Se pueden emplear también uvas de las variedades Chardonnay, Sauvignon blanc y Verdejo siempre y cuando no sean la variedad predominante en el producto final.

- Vinos rosados: Se empleará un mínimo del 25% de uvas de variedades Tempranillo, Garnacha tinta, Graciano, Mazuelo y Maturana tinta. En el caso de que se empleen las variedades Chardonnay, Sauvignon blanc o Verdejo no deben ser la variedad predominante en el producto final.

### Métodos de elaboración
- Vinos tintos. Existen dos métodos de elaboración: el de maceración carbónica (tradicional de los cosecheros, para su comercio temprano) y otro en el que se elimina el raspón del racimo antes de la fermentación (utilizado por las empresas bodegueras, para destinarlos a crianza).

- Vinos blancos. La uva pasa entera a la escurridora, se eliminan los raspones y los hollejos, y el mosto obtenido entra en los depósitos para su fermentación.

- Vinos rosados. La uva pasa a la escurridora despalillada y ligeramente estrujada, procediéndose a la maceración del líquido con los hollejos. El mosto obtenido se decanta antes de entrar en los depósitos de fermentación.

## Clasificación

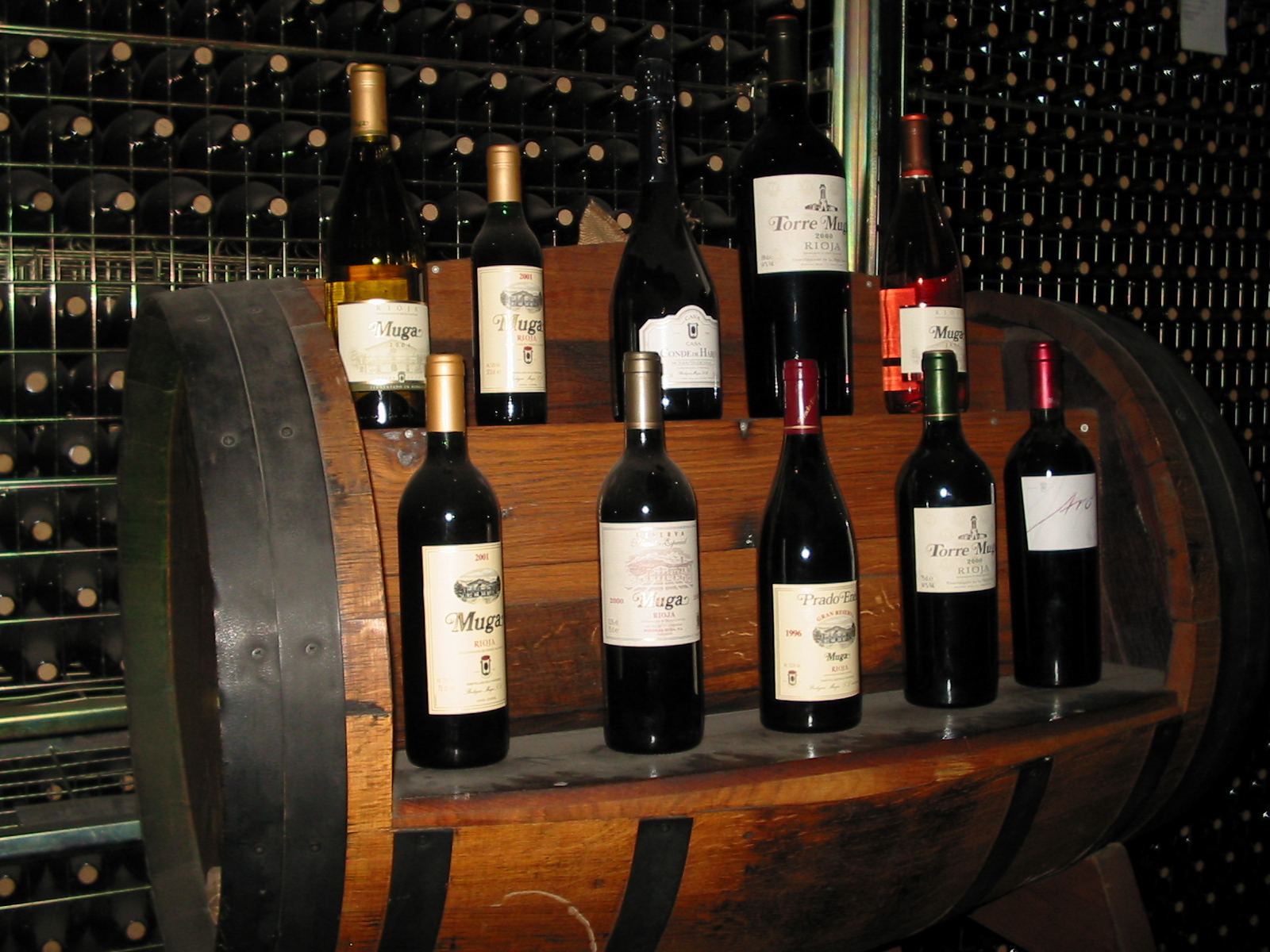
Botellas de vino de una bodega en Haro (La Rioja).

La elaboración se realiza en barricas de roble de 225 litros durante un tiempo que oscila entre 1 y 3 años, y posteriormente en la propia botella durante un período de 6 meses a 6 años.
Dependiendo del tiempo que el vino permanece en barrica se clasifica como:
- Crianza:

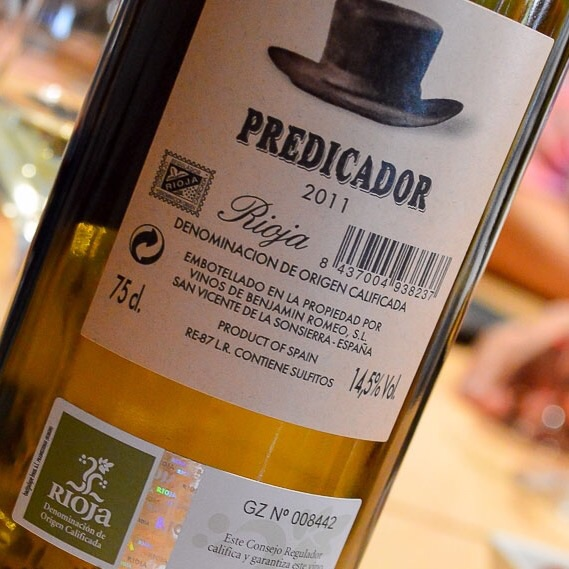
Un vino Rioja crianza.

  - En los vinos tintos el periodo de crianza en barrica de roble y botella tiene que ser de un mínimo de dos años naturales a contar desde el 1 de octubre del año de la cosecha de que se trate, seguida y complementada con envejecimiento en botella. El tiempo mínimo que debe permanecer en barrica es de un año.
  - En el caso de blancos y rosados el tiempo total es el mismo que para los tintos, pero solo es obligatorio un mínimo de seis meses en barrica.

- Reserva:
  - En los vinos tintos el periodo de crianza en barrica de roble y botella tiene que ser de un mínimo de treinta y seis meses, con un tiempo mínimo de permanecía en barrica de roble de doce meses y seis de botella.
  - En el caso de blancos y rosados el tiempo total entre crianza en barrica de roble y botella tiene que ser un período mínimo de veinticuatro meses, con una duración mínima de crianza en barrica de roble de seis meses.
- Gran Reserva:
  - En los vinos tintos el tiempo tiene que tener un mínimo de tiempo en bodega de cinco años; a repartir entre la barrica y la botella, siendo un mínimo de dos años de estancia en cada uno de los recipientes.
  - En el caso de blancos y rosados: crianza en barrica de roble y botella durante un período total de cuarenta y ocho meses, como mínimo, con una duración mínima de crianza en barrica de roble de seis meses.

## Añadas
Las calificaciones de las cosechas de la D.O.Ca. Rioja otorgadas por su Consejo Regulador desde su fundación en 1926 son las siguientes:
| - 1925 Muy buena - 1926 Mediana - 1927 Mediana - 1928 Muy buena - 1929 Normal - 1930 Mediana - 1931 Muy buena - 1932 Normal - 1933 Normal - 1934 Excelente - 1935 Muy buena - 1936 Normal - 1937 Normal - 1938 Mediana - 1939 Normal - 1940 Normal - 1941 Buena - 1942 Muy buena - 1943 Buena - 1944 Buena - 1945 Buena - 1946 Normal - 1947 Muy buena - 1948 Excelente - 1949 Muy buena | - 1950 Normal - 1951 Normal - 1952 Excelente - 1953 Mediana - 1954 Buena - 1955 Excelente - 1956 Buena - 1957 Normal - 1958 Excelente - 1959 Muy buena - 1960 Buena - 1961 Buena - 1962 Muy buena - 1963 Normal - 1964 Excelente - 1965 Mediana - 1966 Normal - 1967 Normal - 1968 Muy buena - 1969 Normal - 1970 Muy buena - 1971 Mediana - 1972 Mediana - 1973 Buena - 1974 Buena | - 1975 Muy buena - 1976 Buena - 1977 Normal - 1978 Muy buena - 1979 Normal - 1980 Buena - 1981 Muy buena - 1982 Excelente - 1983 Buena - 1984 Normal - 1985 Buena - 1986 Buena - 1987 Muy buena - 1988 Buena - 1989 Buena - 1990 Buena - 1991 Muy buena - 1992 Buena - 1993 Buena - 1994 Excelente - 1995 Excelente - 1996 Muy buena - 1997 Buena - 1998 Muy buena - 1999 Buena | - 2000 Buena - 2001 Excelente - 2002 Buena - 2003 Buena - 2004 Excelente - 2005 Excelente - 2006 Muy buena - 2007 Muy buena - 2008 Muy buena - 2009 Muy buena - 2010 Excelente - 2011 Excelente - 2012 Muy buena - 2013 Buena - 2014 Buena - 2015 Muy buena - 2016 Muy buena - 2017 Muy buena - 2018 Buena - 2019 Excelente - 2020 Muy buena - 2021 Muy buena - 2022 Muy buena - 2023 Muy buena |

## Localidades que integran la D.O.Ca. Rioja

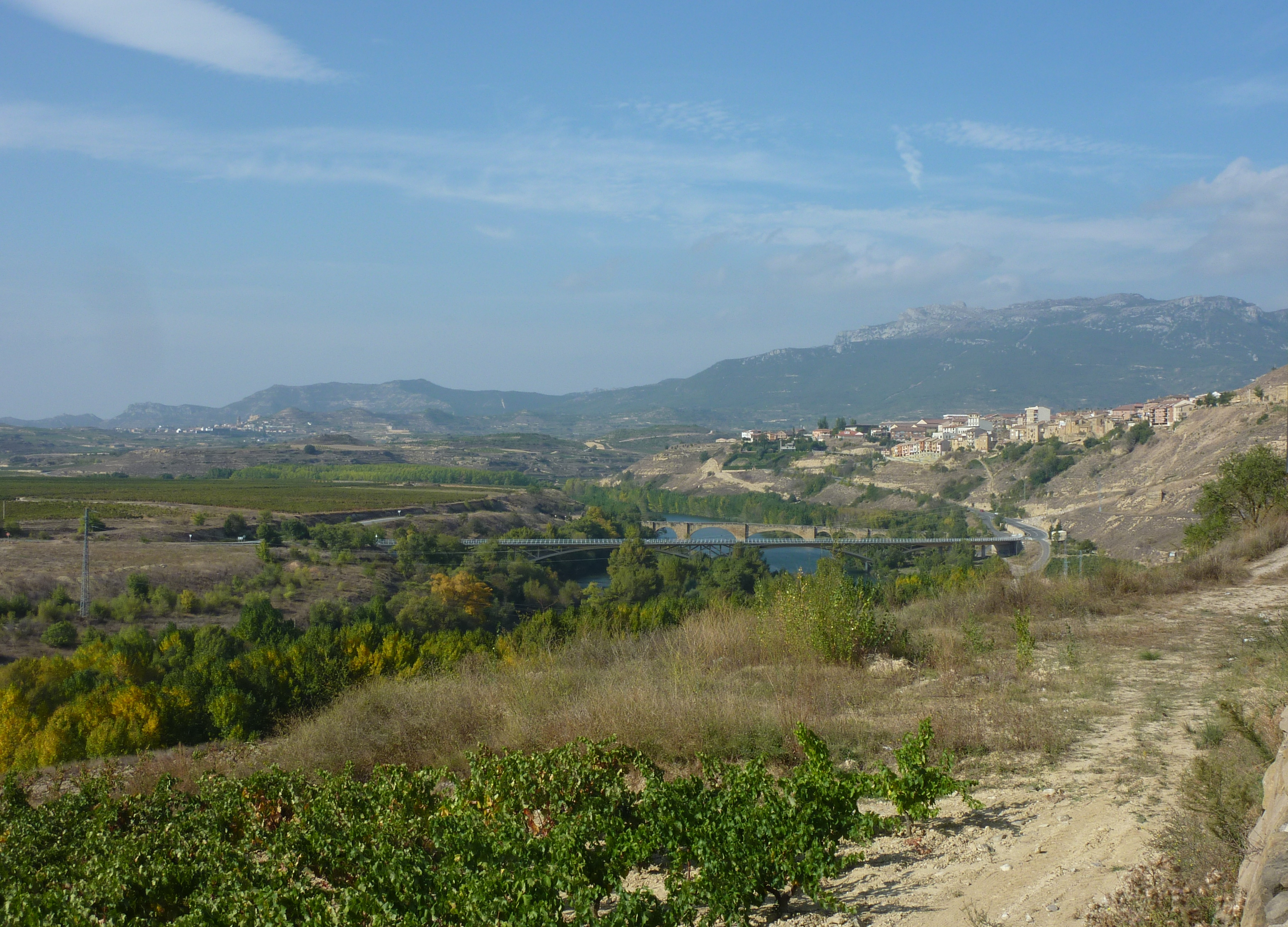
Rioja Alta cerca de San Vicente de la Sonsierra

Subzonas de producción

Los términos municipales englobados en la D.O.Ca. Rioja, desglosados por subzonas y provincias son los siguientes:
- Rioja Alta:
  - Comunidad Autónoma de La Rioja: Ábalos, Alesanco, Alesón, Anguciana, Arenzana de Abajo, Arenzana de Arriba, Azofra, Badarán, Bañares, Baños de Río Tobía, Baños de Rioja, Berceo, Bezares, Bobadilla, Briñas, Briones, Camprovín, Canillas de Río Tuerto, Cañas, Cárdenas, Casalarreina, Castañares de Rioja, Cellorigo, Cenicero, Cidamón, Cihuri, Cirueña, Cordovín, Cuzcurrita de Río Tirón, Daroca de Rioja, Entrena, Estollo, Ezcaray, Foncea, Fonzaleche, Fuenmayor, Galbárruli, Gimileo, Haro, Hervías, Herramélluri, Hormilla, Hormilleja, Hornos de Moncalvillo, Huércanos, Lardero, Leiva, Logroño, Manjarrés, Matute, Medrano, Nájera, Navarrete, Ochánduri, Ollauri, Rodezno, Sajazarra, San Asensio, San Millán de Yécora, San Torcuato, San Vicente de la Sonsierra, Santa Coloma, Sojuela, Sorzano, Sotés, Tirgo, Tormantos, Torrecilla sobre Alesanco, Torremontalbo, Treviana, Tricio, Uruñuela, Ventosa, Villalba de Rioja, Villar de Torre, Villarejo y Zarratón.
  - Provincia de Burgos (Castilla y León): Enclave del término municipal de Miranda de Ebro denominado El Ternero.[nota 1]
- Rioja Oriental o Rioja Baja:
  - Comunidad Autónoma de La Rioja: Agoncillo, Aguilar del Río Alhama, Albelda, Alberite, Alcanadre, Aldeanueva de Ebro, Alfaro, Arnedillo, Arnedo, Arrúbal, Ausejo, Autol, Bergasa, Bergasillas Bajera, Calahorra, Cervera del Río Alhama, Clavijo, Corera, Cornago, El Redal, El Villar de Arnedo, Galilea, Grávalos, Herce, Igea, Lagunilla de Jubera, Leza de Río Leza, Molinos de Ocón, Murillo de Río Leza, Muro de Aguas, Nalda, Ocón (La Villa), Pradejón, Préjano, Quel, Ribafrecha, Rincón de Soto, Santa Engracia de Jubera (zona Norte), Santa Eulalia Bajera, Tudelilla, Villamediana de Iregua y Villarroya.
  - Navarra: Andosilla, Aras, Azagra, Bargota, Mendavia, San Adrián, Sartaguda y Viana.
- Rioja Alavesa:
  - Provincia de Álava (País Vasco): Baños de Ebro, Barriobusto, Cripán, Elciego, Elvillar, Labastida, Laguardia, Lanciego, Lapuebla de Labarca, Leza, Moreda de Álava, Navaridas, Oyón, Samaniego, Salinillas de Buradón, Villabuena de Álava y Yécora.

## Normativa

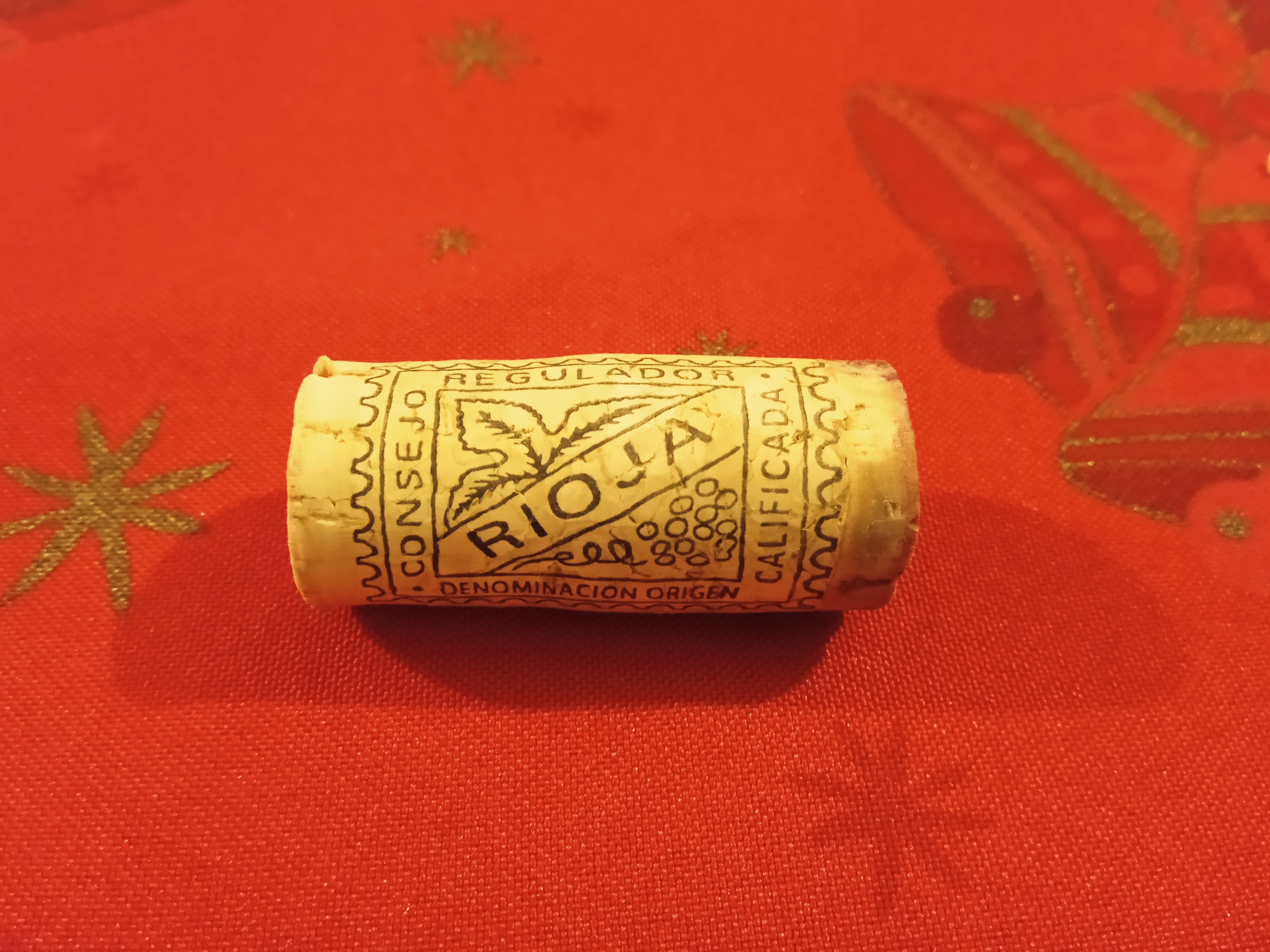
Corcho de vino rioja.

El Reglamento actual de la D.O.Ca. Rioja viene recogida en la Orden Ministerial:
- [BOE-A-2004-18384] Orden APA/3465/2004, de 20 de octubre, por la que se aprueba el Reglamento de la Denominación de Origen Calificada "Rioja" y de su Consejo Regulador. (BOE 27-10-04)[13]

Este Reglamento ha sido modificado posteriormente por las siguientes Órdenes Ministeriales:
- [BOE-A-2007-19803] Orden APA/3332/2007, de 2 de noviembre, por la que se modifica el Reglamento de la Denominación de Origen Calificada «Rioja» y de su Consejo Regulador. (BOE 16-11-2007)[22]
- [BOE-A-2008-4991] Orden APA/689/2008, de 7 de marzo, por la que se modifica el Reglamento de la Denominación de Origen Calificada «Rioja» y de su Consejo Regulador. (BOE 14-03-2008)[16]
- [BOE-A-2009-8950] - Orden ARM/1372/2009, de 27 de mayo, por la que se modifica el Reglamento de la Denominación de Origen Calificada «Rioja». (BOE 29-05-2009)[17]
- [BOE-A-2010-12470] Orden ARM/2120/2010, de 30 de julio, por la que se modifica el Reglamento de la Denominación de Origen Calificada Rioja y de su Consejo Regulador (BOE 03-08-2010)[23]

Otro documento importante es
- [BOE-A-2008-12387] Real Decreto 1244 /2008, de 18 de julio, por el que se regula el potencial de producción vitícola. (BOE 19-07-2008)[24]

## Grado en Enología

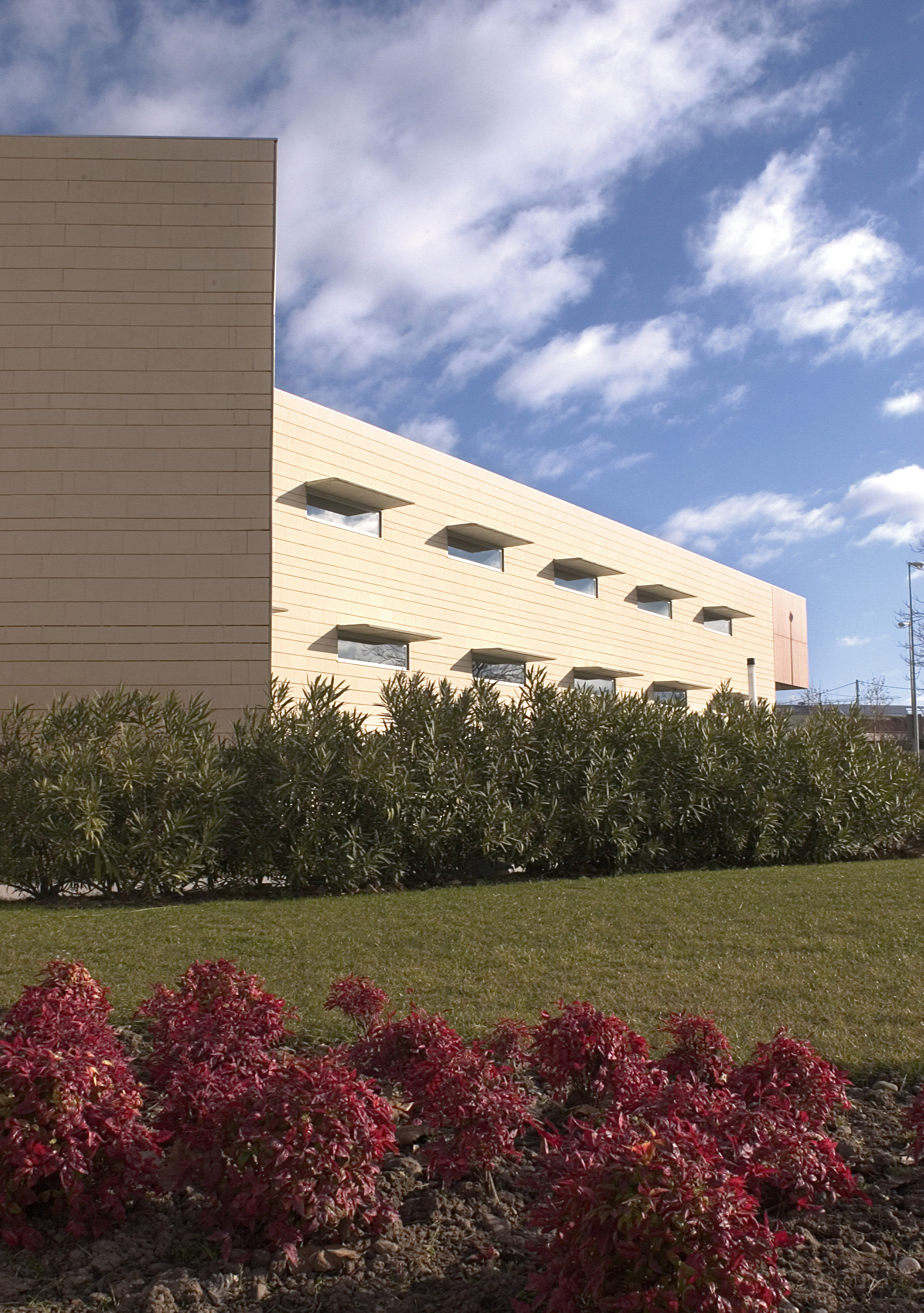
Facultad de Ciencias, Estudios Agroalimentarios e Informática de la Universidad de La Rioja.

La Universidad de La Rioja (UR) imparte el Grado en Enología en la Facultad de Ciencias, Estudios Agroalimentarios e Informática desde 1996 y es el segundo campus español que creó esta titulación oficial de segundo ciclo.
Los alumnos de la UR completan su formación teórica con un practicum de tres meses en alguna de las bodegas de la DOCa Rioja y, gracias a las instalaciones del Complejo Científico Tecnológico -dotadas con Bodega Experimental y Sala de Análisis Sensorial-, completan el ciclo de la vid, desde la vendimia hasta el embotellado de sus propios vinos.
Además, la Universidad de La Rioja imparte el programa de doctorado en Enología, el máster en Turismo Enológico, el máster en Viticultura, Enología y Dirección de Empresas y varios cursos de Especialista Universitario.

## Cultura del Rioja
El vino impregna múltiples facetas de la vida en La Rioja y dispone de variadas manifestaciones culturales, como el ciclo de conciertos en bodega Catarsis, el programa El Rioja y los 5 Sentidos, el Museo Vivanco de la Cultura del Vino en Briones, la popular Batalla del Vino de Haro o la Batalla del clarete de San Asensio, las Fiestas de la Vendimia en Logroño y, organizado de forma independiente, el Festival Mariquitina's Day.